# 에르테뵐레 문화
에르테뵐레 문화(Ertebølle culture) 중석기 시대 유럽(기원전 5300년 - 기원전 3950년) 스칸디나비아반도 남부와 북독일 지역에 존재한 수렵채집민 문화이다. 덴마크 유틀란드의 림표르덴 에르테뵐레(Ertebølle)라는 작은 마을에서 유적지가 발굴되었다. 음식을 짓고 남은 쓰레기 더미인 부엌패총(køkkenmødding)이 발견되어 부엌패총 문화(Kitchen Midden culture)라고 하기도 한다. 슐레스비히-홀슈타인의 엘레르벡 문화와 거의 상동하므로 합쳐서 에르테뵐레-엘레르벡 문화(Ertebølle-Ellerbek culture)라고 하기도 한다.
패총문화는 북쪽으로는 뇌스트베트-리훌트 문화(Nøstvet and Lihult culture), 남쪽으로는 선형 토기 문화(Linear Pottery culture)와 인접했다. 에르테뵐레 문화는 농경을 하지 않았지만 남쪽에서 얻은 곡식을 비축해 이용하기는 했다.
콩게모세 문화 이후 나타났으며 푼넬비커 문화로 대체되었다.

## 같이 보기
- 중석기 시대
- 고유럽